# Aristolochia littoralis

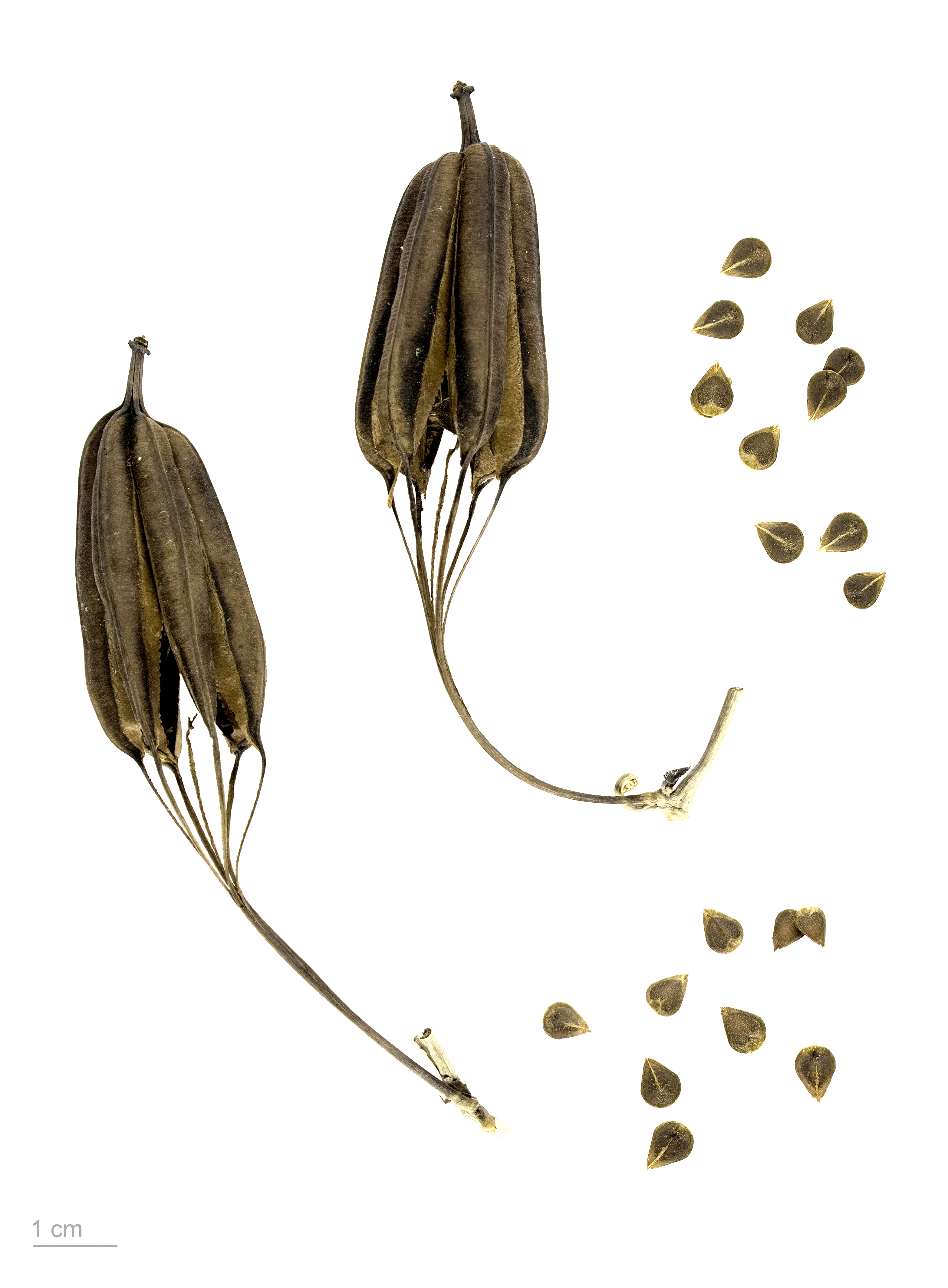
Aristolochia littoralis

Aristolochia littoralis és un arbust enfiladís de fulla perenne procedent del Brasil que es cultiva com a ornamental i que s'ha estès com a planta invasiva a Austràlia i al sud dels Estats Units, on desplaça les espècies autòctones. Té un desenvolupament ràpid i vigorós, i els peus adults poden arribar a una alçada de 5 metres.
En cultiu, s'ha de regar sovint i amb regularitat. Cada 1-2 setmanes requereix un reg en profunditat, però evitant que el terreny s'embassi. Durant la primavera podem afegir a l'aigua de reg, un cop al mes, un adob per a plantes verdes o de flor, ric en sofre i potassi.